# Canoagem nos Jogos Olímpicos de Verão da Juventude de 2018
As competições de canoagem nos Jogos Olímpicos de Verão da Juventude de 2018 ocorreram entre 12 e 16 de outubro em um total de oito eventos. As competições aconteceram nos diques de Puerto Madero, localizados no Parque Urbano, em Buenos Aires, Argentina.
Um total de 64 atletas representando mais de 30 países qualificaram barcos para a disputa, tanto na canoagem de velocidade quanto na canoagem slalom de obstáculos.

## Calendário
| Outubro  | 6 | 7 | 8 | 9 | 10 | 11 | 12 | 13 | 14 | 15 | 16 | 17 | 18 |
| -------- | - | - | - | - | -- | -- | -- | -- | -- | -- | -- | -- | -- |
| Canoagem |   |   |   |   |    |    | 2  | 2  |    | 2  | 2  |    |    |

|  | Dia de competição |  | Dia de final |

## Medalhistas

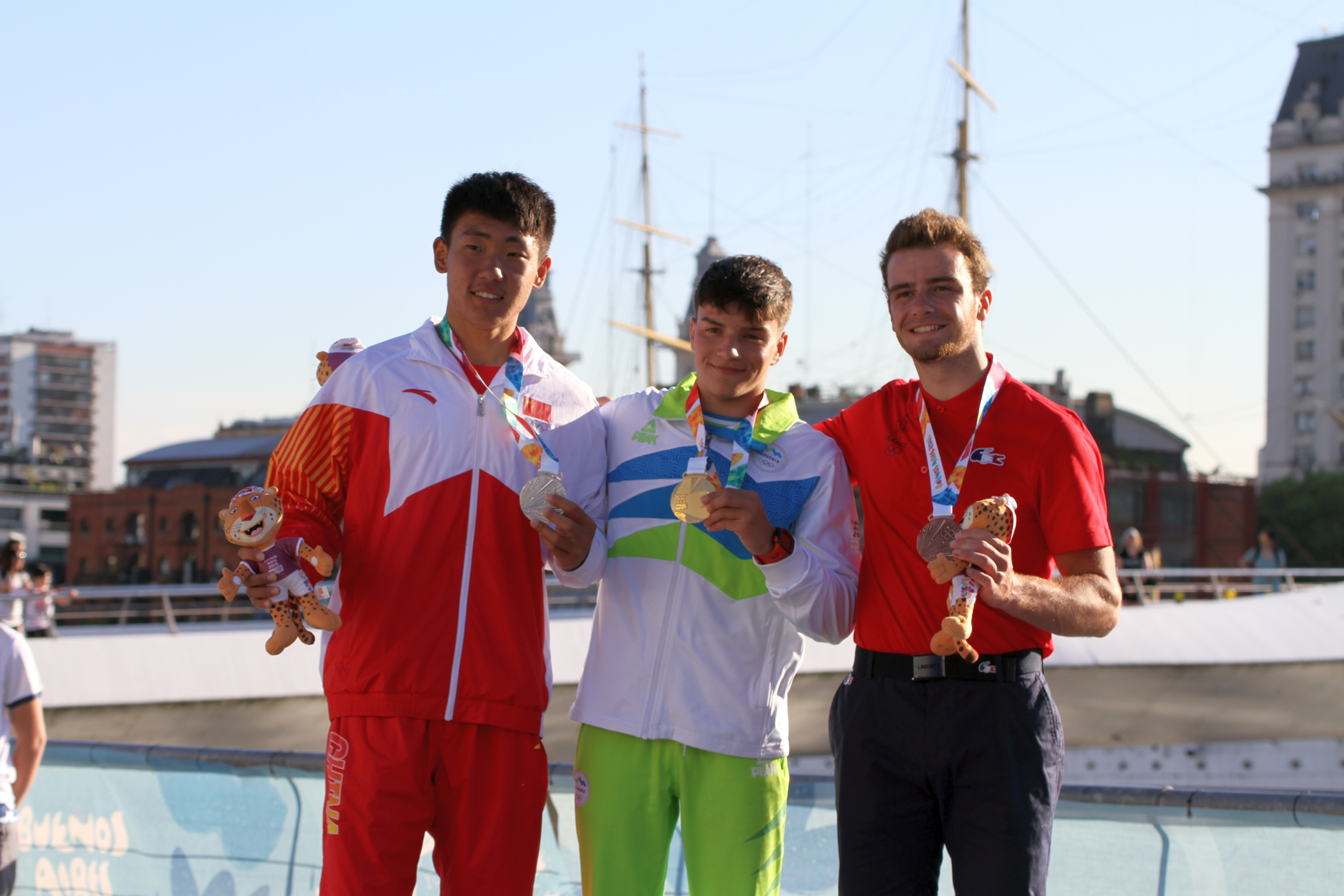
Medalhistas do slalom K1 masculino: Guan Changheng, Lan Tominc e Tom Bouchardon

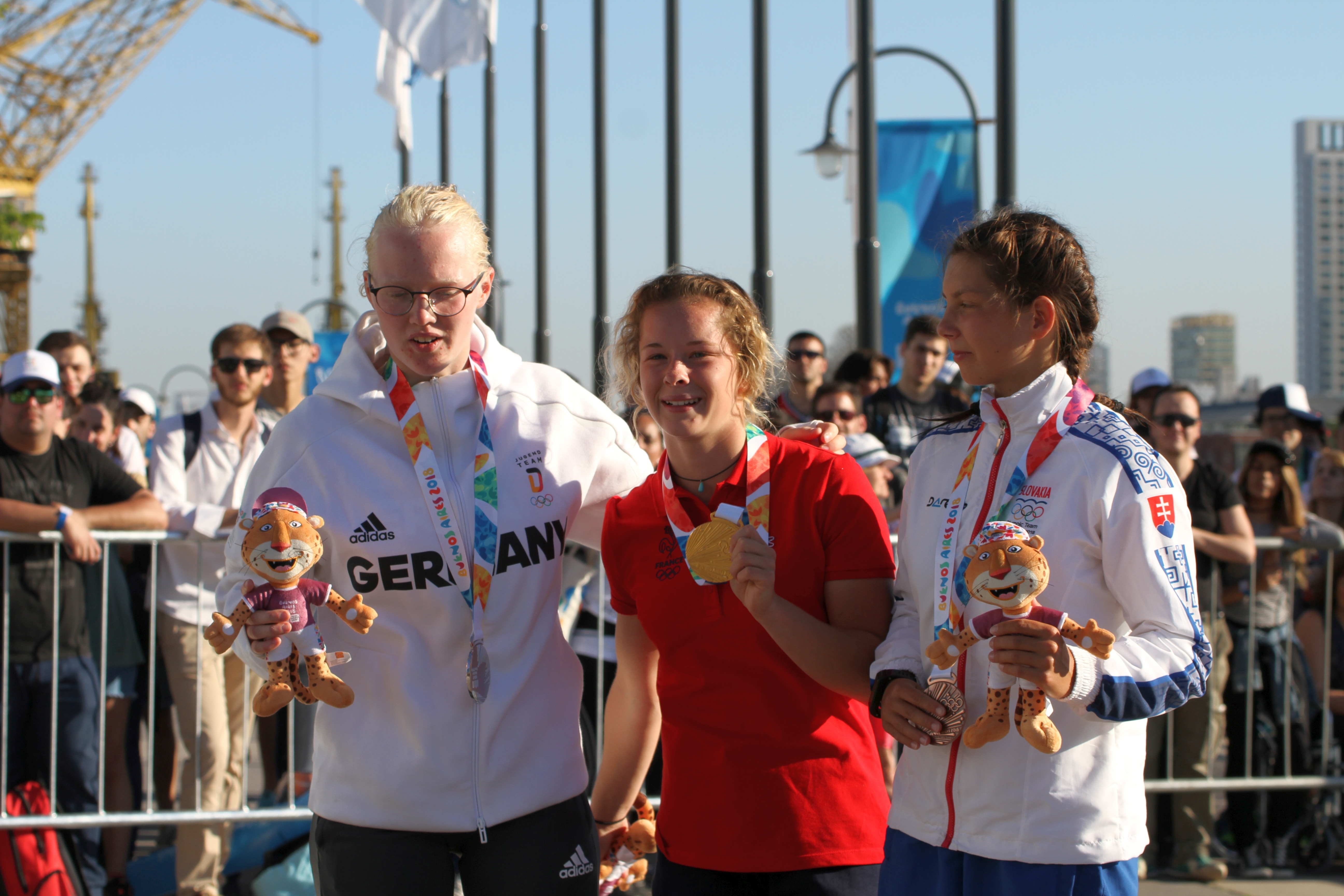
Medalhistas do slalom C1 feminino: Zola Lewandowski, Doriane Delassus e Emanuela Luknárová

Masculino
| Evento                 | Ouro                            | Prata                                | Bronze                       |
| ---------------------- | ------------------------------- | ------------------------------------ | ---------------------------- |
| Velocidade C1 detalhes | Dias Bakhraddin KAZ Cazaquistão | Islomjon Abdusalomov UZB Uzbequistão | Jiří Minařík CZE Chéquia     |
| Velocidade K1 detalhes | Ádám Kiss HUN Hungria           | Jules Vangeel BEL Bélgica            | Valentín Rossi ARG Argentina |
| Slalom C1 detalhes     | Terence Saramandif MRI Maurício | Finn Anderson NZL Nova Zelândia      | Yoel Becerra ESP Espanha     |
| Slalom K1 detalhes     | Lan Tominc SLO Eslovênia        | Guan Changheng CHN China             | Tom Bouchardon FRA França    |

Feminino
| Evento                 | Ouro                               | Prata                             | Bronze                            |
| ---------------------- | ---------------------------------- | --------------------------------- | --------------------------------- |
| Velocidade C1 detalhes | Gulbakhor Fayzieva UZB Uzbequistão | Laura Gönczöl HUN Hungria         | Stephanie Rodríguez MEX México    |
| Velocidade K1 detalhes | Eszter Rendessy HUN Hungria        | Katarína Pecsuková SVK Eslováquia | Stella Sukhanova KAZ Cazaquistão  |
| Slalom C1 detalhes     | Doriane Delassus FRA França        | Zola Lewandowski GER Alemanha     | Emanuela Luknárová SVK Eslováquia |
| Slalom K1 detalhes     | Emanuela Luknárová SVK Eslováquia  | Doriane Delassus FRA França       | Lai Tzu-hsuan TPE Taipé Chinês    |

## Quadro de medalhas
| Ordem | País              | Medalha de ouro | Medalha de prata | Medalha de bronze |    |
| ----- | ----------------- | --------------- | ---------------- | ----------------- | -- |
| 1     | HUN Hungria       | 2               | 1                |                   | 3  |
| 2     | SVK Eslováquia    | 1               | 1                | 1                 | 3  |
|       | FRA França        | 1               | 1                | 1                 | 3  |
| 4     | UZB Uzbequistão   | 1               | 1                |                   | 2  |
| 5     | KAZ Cazaquistão   | 1               |                  | 1                 | 2  |
| 6     | SLO Eslovênia     | 1               |                  |                   | 1  |
|       | MRI Maurício      | 1               |                  |                   | 1  |
| 8     | GER Alemanha      |                 | 1                |                   | 1  |
|       | BEL Bélgica       |                 | 1                |                   | 1  |
|       | CHN China         |                 | 1                |                   | 1  |
|       | NZL Nova Zelândia |                 | 1                |                   | 1  |
| 12    | ARG Argentina     |                 |                  | 1                 | 1  |
|       | ESP Espanha       |                 |                  | 1                 | 1  |
|       | MEX México        |                 |                  | 1                 | 1  |
|       | CZE Chéquia       |                 |                  | 1                 | 1  |
|       | TPE Taipé Chinês  |                 |                  | 1                 | 1  |
| TOTAL | TOTAL             | 8               | 8                | 8                 | 24 |